# HMS Curlew (D42)
HMS Curlew (D42) là một tàu tuần dương hạng nhẹ thuộc lớp tàu tuần dương C của Hải quân Hoàng gia Anh Quốc, được chế tạo trong giai đoạn Chiến tranh Thế giới thứ nhất. Curlew thuộc về lớp phụ Ceres, vốn còn bao gồm HMS Ceres, HMS Cardiff, HMS Coventry và HMS Curacoa, giữ lại kiểu dáng hai ống khói và chỉ khác biệt đôi chút so với lớp phụ Caledon trước đó.
Curlew được đặt lườn tại xưởng đóng tàu Vickers Limited tại Barrow in Furness vào ngày 21 tháng 8 năm 1916. Nó được hạ thủy vào ngày 5 tháng 7 năm 1917 và được đưa ra hoạt động cùng Hải quân Hoàng gia vào ngày 14 tháng 12 năm 1917.
Giống như đa số các tàu chị em, Curlew được tái trang bị thành một tàu tuần dương phòng không trước chiến tranh. Vào năm 1936, nó được đưa về lực lượng dự bị tại Nore dưới quyền chỉ huy của Augustus Agar cho đến đầu năm 1937. Khi Chiến tranh Thế giới thứ hai nổ ra, Curlew đặt dưới quyền chỉ huy của Đại tá Hải quân Basil Charles Barrington Brooke, và phục vụ cùng Hạm đội Nhà Anh Quốc. Nó đã tham gia Chiến dịch Na Uy, và trong khi đang hoạt động ngoài khơi bờ biển Na Uy vào ngày 26 tháng 5 năm 1940, nó bị máy bay ném bom Đức Junkers Ju 88 đánh chìm tại Lavangsfjord, Ofotfjord gần Narvik.